# Сибирская старина
«Сибирская старина» (до 1992 года — «Томская старина») — краеведческий журнал, издаваемый в Томске с 1991 по 2019 год.

## История

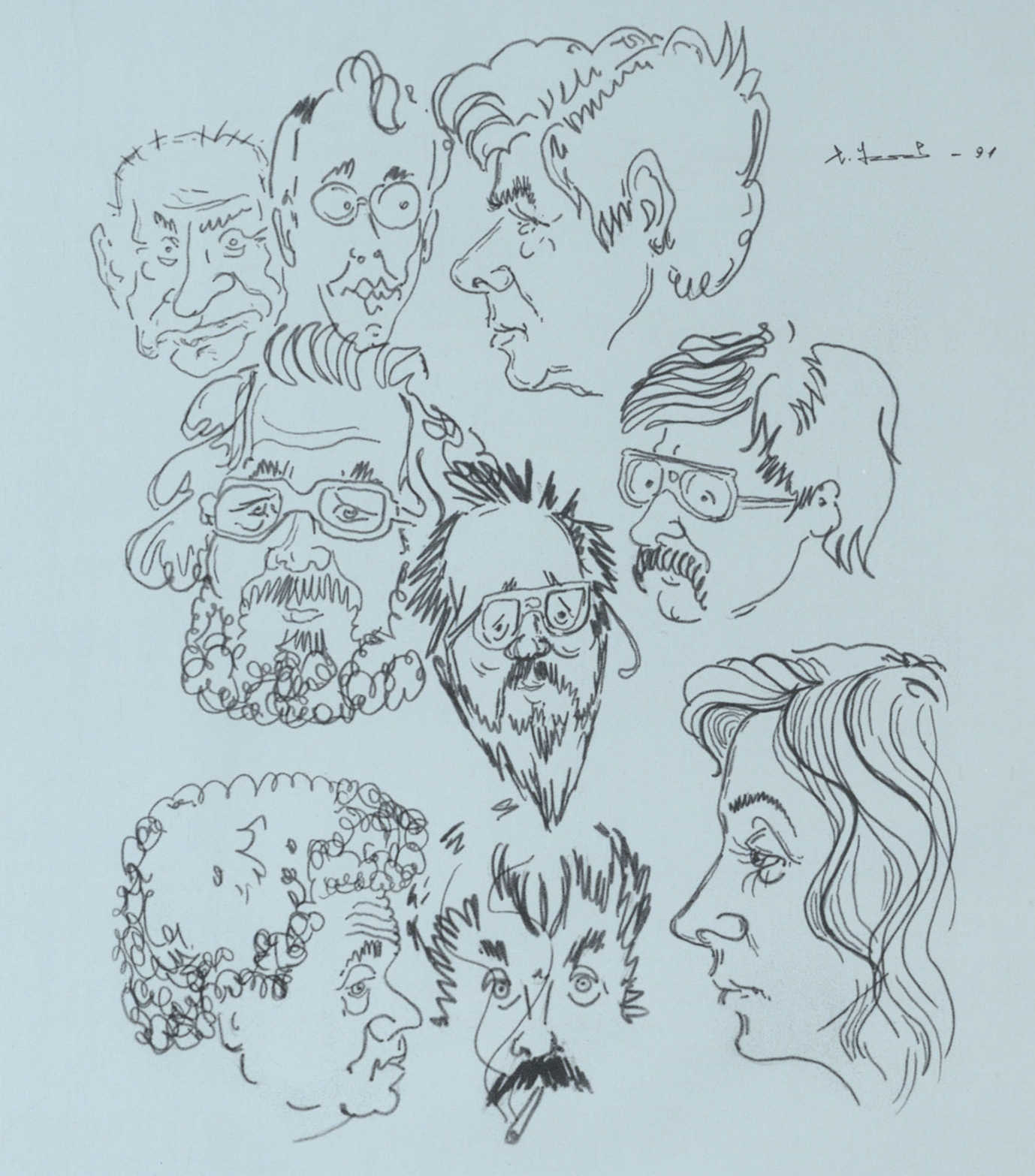
Редакционная коллегия журнала «Сибирская старина». Шарж Леонтия Усова. Э.К. Майданюк, Я.А. Яковлев, Н.М. Дмитриенко и другие

В годы перестройки возник интерес томичей к истории родного города, при областной библиотеке имени А. С. Пушкина возник краеведческий клуб «Старый Томск». В 1991 году вышел первый выпуск краеведческого журнала «Томская старина», который со следующего года стал издаваться как альманах «Сибирская старина». В редакционную коллегию журнала в разное время входили Н. М. Дмитриенко, В. И. Суздальский, Л. А. Усов, С. П. Вавилов, Э. К. Майданюк, Э. И. Черняк, Я. А. Яковлев и другие. 
С 2006 года главным редактором журнала является профессор Томского Государственного университета Н. М. Дмитриенко. Журнал включает в себя следующие рубрики: «В глубь веков», «Семейные хроники», «История XX века», «Культурные сокровища», «Наши публикации», «Свидетельство очевидца», «История современности» и «На 4-й странице обложки».